# DJ Layla
Dj Layla este un proiect muzical românesc.
Single-ul de debut, intitulat „Single Lady”, este o colaborare cu tânăra cântăreață română Alissa, cântec care și-a făcut simțită prezența în clasamentele de specialitate din România, Republica Moldova și Rusia, obținând poziții înalte. Pentru această piesă ea a câștigat premiul pentru cel mai difuzat cântec la Radio România Actualități în 2009.

## Discografie

### Albume
- 2010 - Single Lady
- 2021 - Focus On Music

### Single-uri
- 2008 - Single Lady (feat. Alissa)
- 2009 - City Of Sleeping Hearts (feat. Dee-Dee & Radu Sârbu)
- 2010 - Planet Mars (feat. Dee-Dee & Radu Sârbu)
- 2010 - Drive (feat. Dee-Dee & Radu Sârbu)
- 2011 - Party Boy (feat. Armina Rosi & Radu Sârbu)
- 2012 - I'm your angel (feat. Sianna & Radu Sârbu)
- 2013 - Searching 4 love (feat. Lorina & Radu Sârbu)
- 2013 - Born to Fly (feat. Dee-Dee & Radu Sârbu)
- 2014 - Without Your Love (feat. Sianna)
- 2015 - "Kill Me Or Kiss Me" (feat. NesteA)
- 2015 - "I Need LOVE" (feat. Sianna)
- 2016 - "Don't Blame my Heart (feat. Lorina)
- 2016 - "Don't Go" (with Alan Walker) [feat. Malina Tanase]
- 2016 - "In Your Eyes" (feat. Sianna)"
- 2017 - "Ocean Of Lies" (feat. Mihai Popistasu)"